# Arman (Ochotskisches Meer)
Der Arman (russisch А́рмань), im Oberlauf Achtschan (russisch Ахчан), Agtschach (russisch Агчах) und Artelny (russisch Артельный), ist ein 197 km langer Zufluss des Ochotskischen Meeres in der Oblast Magadan.

## Flusslauf
Der Arman entspringt im Kolymagebirge auf etwa 700 m Höhe, 35 km westlich der Siedlung Atka. Anfangs fließt der Fluss 30 km nach Westen, bevor er sich auf der restlichen Fließstrecke nach Südsüdwesten wendet. Ab der Einmündung der Igandscha bei Flusskilometer 146 bildet der Arman einen verflochtenen Fluss mit einem Kiesbett, das bis zu 800 m breit ist. Am Magadawen, einem linken Nebenfluss, befindet sich 2 km oberhalb dessen Einmündung in den Arman bei Flusskilometer 132 die Siedlung Madaun (russisch Мада́ун). 6 km oberhalb der Mündung trifft der Chassyn, der bedeutendste Nebenfluss des Arman, von Nordosten kommend auf den Arman. Dieser mündet schließlich knapp 40 km westnordwestlich der Oblasthauptstadt Magadan in die Tauibucht, eine weite Bucht an der Nordküste des Ochotskischen Meeres. Westlich der Mündung befindet sich die Siedlung Arman. 2,3 km oberhalb der Mündung überquert die Fernstraße R481 (Tauisk–Magadan) den Fluss.

## Hydrologie
Das Einzugsgebiet des Arman umfasst eine Fläche von 7770 km². Von Juni bis September führt der Fluss üblicherweise Hochwasser. Der Arman ist gewöhnlich zwischen Ende Oktober und Mai eisbedeckt.

## Fischfauna
Verschiedene Lachsfische wie Silberlachs, Dolly-Varden-Forelle und Japan-Saibling sowie Äschen nutzen den Fluss zum Laichen.